# بيت الربح (الحيمة الخارجية)

تعديل مصدري - تعديل

بيت الربح هي إحدى قرى عزلة مفحق بمديرية الحيمة الخارجية التابعة لمحافظة صنعاء، بلغ تعداد سكانها 338 نسمة حسب تعداد اليمن لعام 2004.